# Eusterinx bispinosa
Eusterinx bispinosa är en stekelart som först beskrevs av Gabriel Strobl 1901.  Eusterinx bispinosa ingår i släktet Eusterinx och familjen brokparasitsteklar. Arten är reproducerande i Sverige. Inga underarter finns listade i Catalogue of Life.